# Google Mars
O Google Mars é um serviço lançado oficialmente em 2009, pela Google. É semelhante ao Google Maps, com a diferença de as fotos serem da superfície de Marte. 
É possível visualizar tanto como se estivesse visualizando o planeta por um telescópio como por duas outras formas renderizadas. Uma é colorizada pelo relevo e outra das emanações em infravermelho.
Também pode-se buscar a posição de naves e sondas que pousaram no planeta ou de acidentes geográficos.